# Aivancity
Aivancity School for Technology, Business & Society (stylisé en aivancity) est un établissement d’enseignement supérieur privé français spécialisé dans l’intelligence artificielle et la science des données, implanté à Villejuif en région parisienne et dans la métropole de Nice-Côte-d'Azur. L'établissement est reconnu par l'État et délivre un diplôme visé de niveau bac+5.

## Histoire
En 2020, l'école s'installe à Cachan dans les locaux de l'ancien site de l'École normale supérieure  dans des locaux de 4000m2. Les travaux de rénovation ont été notamment financés par trois banques institutionnelles : LCL, Crédit Mutuel et Caisse d'épargne qui font partie du conseil stratégique de cette école.
La première promotion de 150 étudiants en formation initiale est lancée en septembre 2021. L'établissement signe l'année d'après un partenariat avec l'Université Paris-Est Créteil (UPEC) dans le but de renforcer l’intelligence artificielle dans l’offre de formation et les travaux de recherche de l’université.
Un décret du ministère de l'Enseignement supérieur habilite Aivancity à recevoir des étudiants boursiers lors de la rentrée 2023. Elle devient également reconnue par l'État et obtient le visa du ministère de l'Enseignement supérieur pour son programme « grande école » en cinq ans. Cette autorisation a été renouvelée en 2025.
En 2025, l’école quitte Cachan pour s’installer à Villejuif. À cette occasion, elle a établi un partenariat avec la ville de Villejuif pour développer des actions conjointes en matière de gouvernance, de vie étudiante, de diffusion des savoirs et de soutien institutionnel.
L'école accueille une première promotion sur un second site à Nice au sein de l'IPAG Business School en janvier 2025 en attendant d'ouvrir un campus définitif d'ici 2030.

## Mission, statut
Aivancity est une école privée. Elle se revendique comme la première institution d’enseignement supérieur en France à adopter le statut d'école à mission au titre de la loi Pacte[source détournée].

## Formation et cursus
L’école, qualifiée de  « précurseur dans l’enseignement de l’intelligence artificielle et de la data » par Le Parisien, intègre dans toutes ses formations les dimensions technologique, managériale et éthique de l’intelligence artificielle. Elle propose aux étudiants français et internationaux plusieurs programmes de formation initiale dont certains peuvent être suivis en alternance. Les étudiants ont aussi la possibilité de travailler sur des projets d'entreprise au sein d'une « clinique IA ». Une fois diplômés, ils peuvent revenir gratuitement à l'école pour actualiser leur connaissance. La moitié des étudiants sont internationaux avec une trentaine de nationalités représentées.

### Programme «Grande École»
Aivancity propose un programme « grande école » délivrant un diplôme d'études supérieures en intelligence artificielle et science des données, visé par le Ministère de l’enseignement supérieur et de la recherche, accessible via Parcoursup en post-bac puis en admissions parralèles. Son coût est de 10 500 € par an les 3 premières années, puis la formation est prise en charge par les entreprises en apprentissage[source secondaire souhaitée].
Cette formation permet à l'école de figurer en première position du classement Eduniversal (en) 2024 dans la catégorie « écoles d'ingénieurs spécialisées en intelligence artificielle & data sciences post- bac »[source secondaire souhaitée].

### Autres cursus
L'établissement propose également quatre masters of science : en ingénierie des données et cloud, en analyse et gestion des données (coût annuel : 12 500 euros), en intelligence artificielle pour les entreprises, et en intelligence artificielle générative (coût annuel : 17 000 euros)[source détournée]. L'école propose aussi en formation initiale un Bachelor en science de l'intelligence artificielle appliquée. L'établissement forme également les professionnels et collectivités locales et dispense des formations en ligne. Aivancity est lauréat de l’appel à manifestation d’intérêt « Compétences et Métiers d’Avenir » dans le cadre du plan France 2030 pour son projet Adopt'IA qui vise former et sensibiliser les entreprises à l’intégration de l’intelligence artificielle, à travers la création de contenus pédagogiques.